# Bretignolles-sur-Mer
Bretignolles-sur-Mer là mộy xã ở Côte de Lumière, thuộc tỉnh Vendée trong vùng Pays de la Loire, Pháp. Xã này có diện tích 27,32 km², dân số năm 2006 là 3454 người.

## Biến động dân số
| Năm | 1962  | 1968  | 1975  | 1982  | 1990  | 1999  | 2006  |
| --- | ----- | ----- | ----- | ----- | ----- | ----- | ----- |
| Dân số | 1 303 | 1 534 | 1 920 | 2 029 | 2 165 | 2 686 | 3 454 |
| From the year 1962 on: No double counting—residents of multiple communes (e.g. students and military personnel) are counted only once. |       |       |       |       |       |       |       |